# نواف السحيمي
نواف نياف السحيمي ؛ مواليد 5 نوفمبر 1994 في المدينة المنورة، السعودية، هو لاعب كرة قدم سعودي يلعب في نادي الباطن.

## مسيرة اللاعب
كانت بداياته مع نادي النصر و رفض توقيع عقد رسمي مع النصر في عام 2013 و غادر إلى البرتغال في تجربة احترافية و عاد في عام 2015 إلى المملكة و وقع عقد مع نادي التعاون و أعاره التعاون إلى نادي ضمك عام 2016 و لعب بعدها مع نادي العروبة ونادي المجزل ونادي الثقبة ونادي الساحل ونادي الكوكب ونادي الباطن.

## روابط خارجية
- نواف السحيمي على موقع قاعدة بيانات كرة القدم.إي يو (الإنجليزية)
- نواف السحيمي على موقع Soccerway.com (الإنجليزية)